# Kazanjski željeznički kolodvor
Kazanjski željeznički kolodvor (rus. Казань-Пассажирская) križište je putničkog i robnog željezničkog prometa u Kazanju, glavnom gradu Tatarstana i ujedno najveća željeznička postaja u gradu.

## Povijest
Kolodvor je izgrađen i otvoren 1893. u sklopu izgradnje Moskovsko-kazanjske željeznice. Središnja zgrada kolodvora, s prostorijama za prijam putnika i robe, izgrađena je 1896. i dugo je vremena bila jedina zgrada kolodvora. Tijekom sovjetskog razdoblja radom kolodvora upravljao je kazanjski odjel Gorkijeve željeznice. Izgradnja pomoćnog terminala 1967. dovela je do povećanja robnog i putničkog prometa i otvaranja novih prigradskih linija. Elektrifikacija je provedena između 1969. i 1971.
Godine 1992. središnja zgrada biva teško oštećena u požaru. Nakon pet godina temeljite obnove, svečano je otvorena i puštena u rad 1997. godine. Krajem 20. i početkom 21. stoljeća izgrađene su pomoćne zgrade i uredi. Za potrebe Ljetne univerzijade 2013., kolodvor je brzom linijom povezan s Kazanjskom zračnom lukom, a obnovom tračnica na tom dijelu pruge omogućeno je postizanje brzina vlakova do 120 km/h.

## Linije
Kolodvor je kao željeznička postaja dio sljedećih linija:
- Moskva — Kazanj
- Jekaterinburg — Moskva
- Nižnji Novgorod — Moskva
- Sankt Petersburg — Kazanj
- Novosibirsk — Adler
- Adler — Kazanj